# Gare d'Anould
La gare d'Anould est une gare ferroviaire française (fermée et désaffectée) de la ligne de Saint-Léonard à Fraize, située sur le territoire de la commune d'Anould dans le département des Vosges en région Lorraine.
Elle est mise en service en 1876 par la compagnie des chemins de fer des Vosges, puis reprise en 1883 par la Compagnie des chemins de fer de l'Est. Elle est fermée, en 1939 au trafic voyageurs et en 2010 au trafic marchandise, par la Société nationale des chemins de fer français (SNCF).

## Situation ferroviaire
Établie à 449 mètres d'altitude, la gare d'Anould était située au point kilométrique (PK) 3,166 de la ligne de Saint-Léonard à Fraize (fermée et partiellement déclassée), entre les gares de Saint-Léonard (ouverte) et de Fraize (fermée) dont elle était séparée par la halte de Ban-sur-Meurthe-Clefcy. 
La ligne est fermée mais toujours existante entre Saint-Léonard et Anould, elle est déclassée et transformée en voie verte d'Anould à Fraize.

## Histoire
La gare d'Anould est mise en service le 3 décembre 1876 par la compagnie des chemins de fer des Vosges lorsqu'elle ouvre à l'exploitation sa ligne de Saint-Dié à Fraize. 
Le 10 avril 1878 une boite à lettres mobile est installée et mise en service dans la gare.
Le 27 juin 1885, le ministre des travaux publics adresse au préfet l'évaluation faite par la Compagnie de l'Est pour une remise en état de la station d'Anould, elle prévoit une dépense de 70 800 francs.
En 1896 un service de télégraphie privée est ouvert et la société des papeteries du Souche ouvre l'embranchement particulier, approuvé le 26 juillet 1895, sur la gauche de la voie avant d'arriver à la station. En 1897 un bureau vitré est aménagé dans le bâtiment voyageurs.
La fermeture du service voyageurs de la ligne et de la gare a lieu le 9 janvier 1939. 
Les trains de marchandises vont vers Fraize jusqu'au 1er septembre 1988 et le déclassement de la voie entre la gare d'Anould et la gare de Fraize, a lieu le 10 novembre 1993. La plate-forme ferroviaire d'Anould à Fraize est ensuite transformée en voie verte. accessible aux randonneurs, cyclistes et pratiquants du roller.
La fermeture de la gare d'Anould au trafic des marchandises intervient le premier février 2010. Le 2 novembre 2011 Réseau ferré de France (RFF) publie un « avis de publication pour la fermeture de ligne » concernant la section de Saint-Léonard à Anould, considérant qu'après enquête il n'y a pas de projet ferroviaire mais un projet de réutilisation de l'emprise, pour une voie verte, initié par la commune d'Anould et la Communauté de communes du val de Meurthe.

## Service des voyageurs
La gare et la ligne n'ont plus d'activité ferroviaire.